# Stephansbrücke

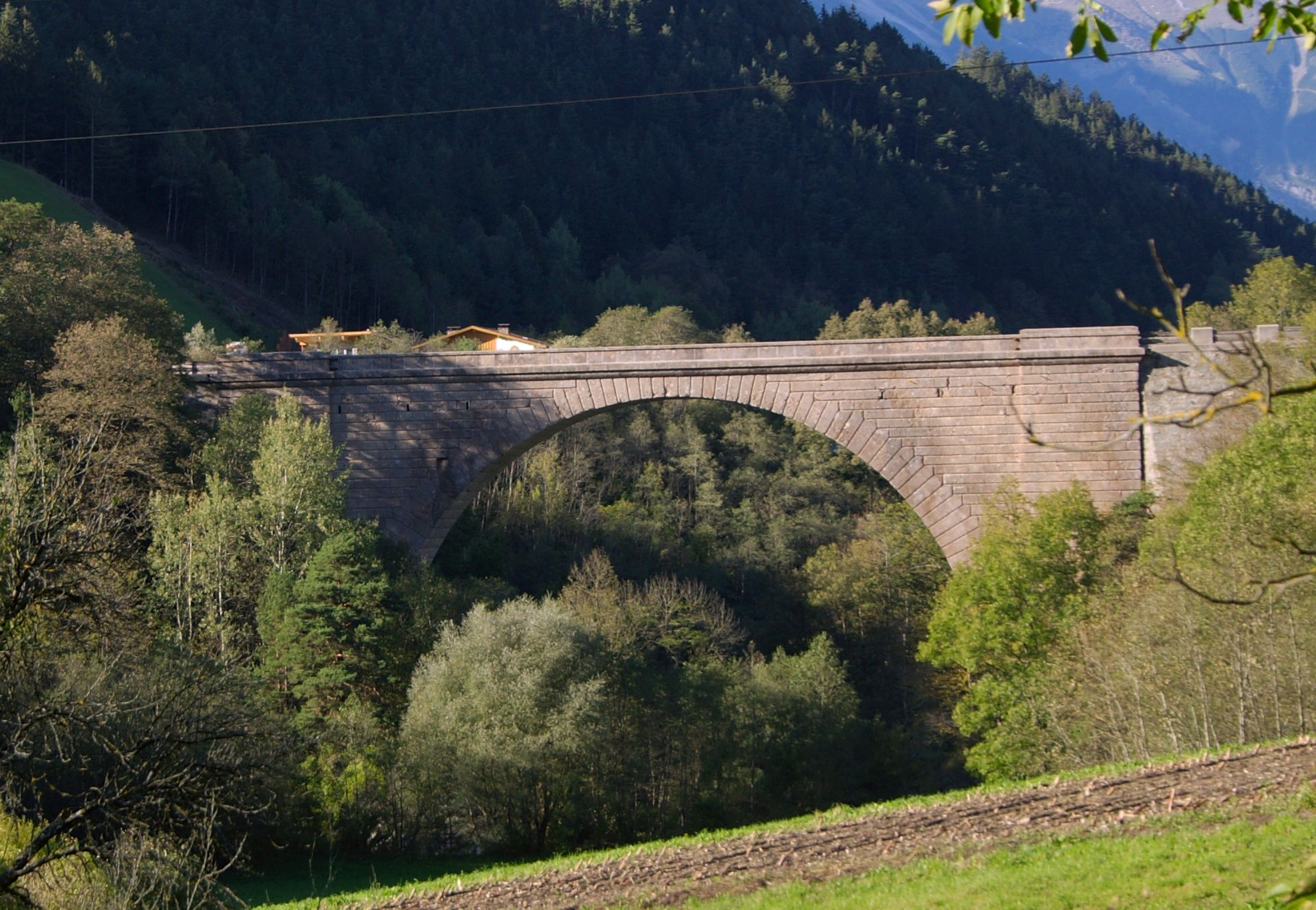
Stephansbrücke, blik vanuit het zuiden

De Stephansbrücke is de oudst bewaarde steenbrug in Oostenrijk. De brug maakt deel uit van de  Brennerstraße (B 182) en overspant de Ruetz vlak voor haar uitmonding in de Sill. De brug is vernoemd naar de aartshertog Stefan Frans Victor van Oostenrijk, die in 1843 de eerste steen legde. Op het moment van voltooiing was de brug met 43,63 meter de grootste en langste eenboogbrug van de Oostenrijks-Hongaarse monarchie en de op twee na langste van de wereld.
De Stephansbrücke ligt bij de buurtschap Unterberg op de gemeentegrond van Schönberg in Tirol, waar het Stubaital in het Wipptal uitmondt. 
Vlak bij de Stephansbrücke bevindt zich het Ruetzkraftwerk. Het water van de Ruetz, dat niet door de ÖBB-krachtcentrale in Fulpmes gebruikt wordt, stroomt onder de Stephansbrücke door.